# Seznam členů dvacátého třetího Knesetu
Toto je seznam členů 23. Knesetu, který byl zvolen 2. března 2020.

## Rozdělení mandátů podle poslaneckých klubů
- Likud: 36 mandátů (30.0 %)
- Šas: 9 mandátů (7.5 %)
- Sjednocený judaismus Tóry: 7 mandátů (5.8 %)
- Jamina: 6 mandátů (5.0 %)
- Kachol lavan: 33 mandátů (27.5 %)
- Strana práce – Gešer  – Merec: 7 mandátů (5.8 %)
- Sjednocená kandidátka: 15 mandátů (12.5 %)
- Jisra'el bejtenu: 7 mandátů (5.8 %)

## Seznam členů

### Likud
1. Benjamin Netanjahu
2. Juli-Joel Edelstein
3. Jisra'el Kac (1955)
4. Gil'ad Erdan
5. Gid'on Sa'ar
6. Miri Regev
7. Jariv Levin
8. Jo'av Galant
9. Nir Barkat
10. Gila Gamli'el
11. Avi Dichter
12. Ze'ev Elkin
13. Chajim Kac
14. Eli Kohen
15. Cachi Hanegbi
16. Ofir Akunis
17. Juval Steinitz
18. Cipi Chotovely
19. David Amsalem
20. Gadi Jevarkan
21. Amir Ochana
22. Ofir Kac
23. Eti Chava Atijová
24. Jo'av Kiš
25. David Bitan
26. Keren Baraková
27. Šlomo Kara'i
28. Miki Zohar
29. Jif'at Saša-Biton
30. Sharren Haskelová
31. Michal Širová
32. Kati Šitritová

### Kachol lavan
1. Binjamin Ganc
2. Ja'ir Lapid
3. Moše Ja'alon
4. Gabi Aškenazi
5. Avi Nisnkorn
6. Me'ir Kohen
7. Miki Chajimovič
8. Ofer Šelach
9. Jo'az Hendel
10. Orna Barbiv'aj
11. Michael Biton
12. Chili Troper
13. Cvi Hauzer
14. Orit Farkaš-Hakohen
15. Karin Elharar
16. Meirav Kohenová
17. Jo'el Razvozov
18. Asaf Zamir
19. Jizhar Šaj
20. El'azar Štern
21. Mickey Levy
22. Omer Jankelevičová
23. Pnina Tamano-Šata
24. Ghadír Kamál Mríhová
25. Ram Ben Barak
26. Alon Natan Šuster
27. Jo'av Segalovič
28. Bo'az Toporovsky
29. Orly Froman
30. Ejtan Ginzburg
31. Andrej Kožinov
32. Idan Rol

### Sjednocená kandidátka
1. Ajman Ode
2. Mtánes Šeháde
3. Ahmad at-Tíbí
4. Mansúr Abás
5. Ajda Tuma Sulejman
6. Walíd Taha
7. Ofer Kasif
8. Heba Jazbaková
9. Usáma Sa'adi
10. Júsef Džabarín
11. Sa'íd al-Charúmí
12. Džábar Asáklá
13. Sámí Abú Šeháde
14. Sondos Saleh
15. Iman Chátib-Jasín

### Šas
1. Arje Deri
2. Jicchak Kohen
3. Mešulam Nahari
4. Ja'akov Margi
5. Jo'av Ben Cur
6. Micha'el Malchi'eli
7. Moše Arbel
8. Jinon Azulaj
9. Moše Abutbul

### Sjednocený judaismus Tóry
1. Ja'akov Litzman
2. Moše Gafni
3. Me'ir Poruš
4. Uri Maklev
5. Jo'el Ja'akov Tesler
6. Ja'akov Ašer
7. Jisra'el Eichler

### Strana práce a Gešer
1. Amir Perec
2. Nican Horowitz
3. Tamar Zandberg
4. Jicchak Šmuli
5. Merav Micha'eli
6. Ja'ir Golan
7. Orly Levy

### Jisra'el bejtenu
1. Avigdor Lieberman
2. Oded Forer
3. Jevgenij Sova
4. Eli Avidar
5. Julija Malinovskaja
6. Chamad Amar
7. Alex Kušnir

### Jamina
1. Naftali Bennett
2. Rafi Perec
3. Becal'el Smotrič
4. Ajelet Šakedová
5. Matan Kahana
6. Ofir Sofer